# Сети се нашег завета (А страна)
Сети се нашег завета (А страна) је други студијски албум музичке групе Фламингоси, издат је 2011. године за издавачку кућу City records.

## Списак песама
| №  | Назив                                                 | Трајање |  |
| 1. | Литар вина                                            |         |  |
| 2. | Ниси ти крива                                         |         |  |
| 3. | Ех, да ми је                                          |         |  |
| 4. | Небојша                                               |         |  |
| 5. | Данијела                                              |         |  |
| 6. | Хит (сладолед) (Бонус песма)                          |         |  |
| 7. | Узми или остави (Бонус песма, дует са Надом Павловић) |         |  |